# Gran Premi de l'Ulster de motociclisme de 1963
El Gran Premi de l'Ulster de motociclisme de 1963 fou la setena cursa de la temporada 1963 de motociclisme. La cursa es disputà al Circuit de Dundrod (prop de Belfast/Béal Feirste, Irlanda del Nord) el dia 10 d'agost de 1963.

## 500 cc
Prengueren la sortida 30 pilots, dels quals només 20 es classificaren; entre els retirats més coneguts hi havia Jack Ahearn, Jack Findlay i Phil Read.

### Arribats a la meta
| Pos. | Pilot           | Moto      | Temps      | Punts |
| ---- | --------------- | --------- | ---------- | ----- |
| 1    | Mike Hailwood   | MV Agusta | 1h 16:11.0 | 8     |
| 2    | John Hartle     | Gilera    | +42.6      | 6     |
| 3    | Derek Minter    | Gilera    | +2:04.8    | 4     |
| 4    | Alan Shepherd   | Matchless | +2:39.8    | 3     |
| 5    | Ralph Bryans    | Norton    | +1 volta   | 2     |
| 6    | Mike Duff       | Matchless | +1 volta   | 1     |
| 7    | Fred Stevens    | Norton    |            |       |
| 8    | Joe Dunphy      | Norton    |            |       |
| 9    | William McCosh  | Matchless | +          |       |
| 10   | Derek Woodman   | Matchless |            |       |
| 11   | Richard Creith  | Norton    |            |       |
| 12   | Stuart Graham   | Matchless |            |       |
| 13   | Ellis Boyce     | Norton    |            |       |
| 14   | Alf Shaw        | Norton    |            |       |
| 15   | Tommy Holmes    | Matchless |            |       |
| 16   | Patsy McGarrity | Matchless |            |       |
| 17   | Jimmy Jones     | Norton    |            |       |
| 18   | Rollie Stallard | Norton    |            |       |
| 19   | John Brown      | Norton    |            |       |
| 20   | John Meneely    | Norton    |            |       |

## 350 cc
Entre els retirats més coneguts hi havia Ralph Bryans.

### Arribats a la meta (posició amb punts)
| Pos. | Pilot         | Moto      | Temps        | Punts |
| ---- | ------------- | --------- | ------------ | ----- |
| 1    | Jim Redman    | Honda     | 1h 20' 39.6" | 8     |
| 2    | Mike Hailwood | MV Agusta |              | 6     |
| 3    | Luigi Taveri  | Honda     |              | 4     |
| 4    | Mike Duff     | AJS       |              | 3     |
| 5    | Fred Stevens  | Norton    |              | 2     |
| 6    | Len Ireland   | Norton    |              | 1     |

## 250 cc

### Arribats a la meta (posició amb punts)
| Pos. | Pilot               | Moto       | Temps        | Punts |
| ---- | ------------------- | ---------- | ------------ | ----- |
| 1    | Jim Redman          | Honda      | 1h 11' 54.2" | 8     |
| 2    | Tarquinio Provini   | Morini     | + 6".2       | 6     |
| 3    | Tommy Robb          | Honda      | +33".2       | 4     |
| 4    | Kunimitsu Takahashi | Honda      | +2'33".2     | 3     |
| 5    | Jack Findlay        | FB Mondial | + 1 volta    | 2     |
| 6    | Chris Anderson      | Aermacchi  | + 1 volta    | 1     |

## 125 cc
Entre els retirats hi havia Ernst Degner.

### Arribats a la meta (primeres 7 posicions)
| Pos. | Pilot               | Moto   | Temps     | Punts |
| ---- | ------------------- | ------ | --------- | ----- |
| 1    | Hugh Anderson       | Suzuki | 57' 01.2" | 8     |
| 2    | Bert Schneider      | Suzuki | + 1'09".6 | 6     |
| 3    | Luigi Taveri        | Honda  | + 1'10".4 | 4     |
| 4    | Tommy Robb          | Honda  | + 1'49".2 | 3     |
| 5    | Kunimitsu Takahashi | Honda  | + 1'49".8 | 2     |
| 6    | Frank Perris        | Suzuki | + 2'01".2 | 1     |
| 7    | Jim Redman          | Honda  |           |       |